# 工藤靜香
工藤靜香（日语：／ Kudō Shizuka），日本藝人、歌手、演員、作詞人、畫家、首飾設計師，婚後名木村靜香（日语：／ Kimura Shizuka，1970年4月14日—），出生於東京都西多摩郡羽村町（今羽村市）。1987年出道。丈夫為日本已解散男子音樂組合SMAP成員木村拓哉。
單曲連續12年均打入Oricon公信榜前10名。截至2025年，工藤靜香共擁有11首單曲和4張專輯登上排行第一名。(根據日本Oricon公信榜)

## 概要
工藤靜香是日本藝能界中多才多藝的代表人物之一。在音樂方面，她曾親自監製多張個人專輯，亦擔任自己主演電影的音樂總監。自1980年代後期起，被日本媒體譽為「偶像四天后」之一，並奠定其在1980年代末至1990年代中期於日本樂壇的首席偶像天后地位。她同時活躍於影視圈，參與演出多部電視劇與電影。除了藝人身分，她也是畫家與首飾設計師，曾自資創立品牌「PURPLE CAT」，現於「mes petites choses」網站從事美術及飾品創作。
曾是秋元康所制作的日本名牌女子偶像團體小貓俱樂部的成員，會員號碼38號。工藤同時也是偶像組合留戀隊(うしろ髪ひかれ隊)的一員。在小貓俱樂部的眾多歷代成員中，只有她一人獲選參加紅白歌合戰並9次入選。
1987年至1994年間，工藤靜香可說是一代潮流指標。無論是髮型、服裝，乃至妝容與口紅色系，皆成為當時年輕女性爭相模仿的對象。甚至連動畫作品中的女性角色也多次以她為造型靈感。
1990年代，隨著偶像市場逐漸萎縮，工藤靜香開始轉型為具創作實力的歌手，並積極參與戲劇演出與詞曲創作。同時，她也將事業版圖擴展至藝術設計領域，成功開拓新的發展方向。轉型後，她成為少數能在偶像身份轉型為實力派後依然保持高人氣的女歌手，進一步奠定其作為日本橫跨世代的天后地位。
1992年，工藤靜香受香港唱片公司邀請來港，並獲頒多張專輯的金唱片及精選集的雙白金唱片獎項（香港版銷量）。當年香港的金、白金及雙白金唱片銷量標準分別為30,000張、50,000張和100,000張或以上。連續多年，她也是香港銷量最高的日本女歌手。
1993年，她的單曲《慟哭》根據Oricon公信榜調查，最終銷量達939,240張。儘管該曲一度跌出Oricon排行榜前百名，排名介於第101至110位之間，仍持續穩定累積銷售量，成為了工藤靜香首支銷量突破百萬張的代表作。
1993年，工藤靜香以APO製式重新發行過去的專輯，8張專輯均成功登上Oricon公信榜。此外，與新發行的精選集《Super Best APO版本/初版CD版本》一同推出，單曲《あなたしかいないでしょ》更在一週內佔據了Oricon公信榜前100名中的10個不同位置。
工藤靜香的單曲在日本Oricon公信榜上，從1986年到1998年連續12年均打入前10名。
1998年發行的單曲《きらら》更在Oricon銷量榜上連續排行18週，成為當時的焦點，直到2007年才被安室奈美惠打破該記錄。截至2025年，工藤靜香共擁有11首單曲和4張專輯登上Oricon銷量榜的第一名。
在音樂以外的藝術領域，工藤靜香同樣展現傑出才華。自1990年代起，她開始專注於繪畫創作，截至2018年，其作品已第20次入選日本二科會繪畫部，成績斐然。
憑藉其在演藝、音樂與藝術等領域的多元成就，工藤靜香被日本媒體冠以「世紀偶像傳說」的美譽，並被視為以傳統日本偶像模式成功走紅的最後一人。

## 簡介

### Miss Seventeen出道到加入小貓俱樂部
工藤靜香的父親是日本料理廚師，母親是美容師。她小時候在父親的故鄉青森和東京的羽村町渡過。小學生的時候就加入了東俳劇團（劇団東俳）。 
1984年，參加了第3屆Miss Seventeen大賽，並在1985年與木村亞希、柴田くに子組成「Seventeen Club」並發售了2張單曲，爾後解散。
1986年5月，已經進入高中的工藤參加了捧出日本名牌女子偶像團體小貓俱樂部的節目《晚霞貓咪（夕やけニャンニャン）》」的選拔賽，並且合格成為小貓俱樂部的成員。雖然工藤已經出道發過單曲，當時也因為參加寫真雜誌《Momoco》的偶像組合「Momoco Club」而小有知名度，但在《晚霞貓咪》節目上卻以笨蛋的形象（在節目上曾說「反正我就是笨蛋嘛～」）和疑似不良少女的風格（宣稱自己很喜歡重型機車）造成話題。
1986年10月，小貓俱樂部團員渡邊滿里奈單飛出片時，工藤與生稻晃子以「with小貓俱樂部（withおニャン子クラブ）」的名義為渡邊擔任和聲團員。1987年5月7日，與生稻晃子、齊藤滿喜子（斉藤満喜子）組成小貓俱樂部的分支團體「挽髮髻隊（うしろ髪ひかれ隊）」，並在5月21日發行的小貓俱樂部第8張單曲〈『かたつむりサンバ（蝸牛森巴）〉擔任前排主唱。在小貓俱樂部後期成員中人氣越來越高。
一般而言，出身於偶像團體的歌手多半不太願意談及早期偶像時期的經歷，但工藤靜香對此並不避諱，經常在節目中坦然回應關於 Seventeen Club 或小貓俱樂部的相關問題。她甚至曾在個人演唱會或電視節目中演唱小貓俱樂部的歌曲。儘管當時小貓俱樂部對成員採取『學業優先』的管理原則，工藤本人後來坦承，她當時沒什麼去上學。
小貓俱樂部歷代所有成員中，只有工藤靜香一人獲邀參加紅白歌合戰，從1988年首次入選，到其後數年也連續入選。

### 單飛以後
1987年8月31日，在《晚霞貓咪》最後一集中以〈（禁斷的心靈感應）〉一曲單飛出道。之後不斷推出廣受歡迎的歌曲，從1988年〈MUGO・ん…色っぽい〉、1989年〈恋一夜〉、〈暴风雨的真面目〉、〈黃沙紛飛〉等單曲銷量都非常好。在1989年的ORICON單曲榜的前十名中，工藤一個人就占了的三個位置，成爲1980年代末至1990年代初的日本代表偶像女歌手，與淺香唯、中山美穂、南野陽子並稱「偶像四天后」，並且在新加坡、台灣、香港等地也很有人氣。1993年首次世界巡迴演唱會「RISE ME TOUR」於台灣、新加坡、香港三地舉行，其中香港演唱會門票開賣首日，兩埸門票在開售五分鐘內便告售罄，被香港傳媒廣泛報導。1994年為《EXPOSE》專輯於美國紐約錄音期間，與X JAPAN成員YOSHIKI醉酒駕駛被記者發現而傳出戀情，由這時期開始的兩年間工藤靜香暫留於美國陪伴YOSHIKI，更取消1995、1996兩年的全日本及海外巡迴演唱會，直至被傳二人分開後，才再次回歸日本樂壇。1994年年底獲香港影星成龍邀請到澳門格蘭披治大賽車擔任慈善車手，出戰成龍盃賽事。
1988年發售的迷你專輯《カレリア》中兼任作詞人，使用筆名。愛繪理是工藤出生取名字時靜香之外的第一候補。經她填寫的歌詞均極受當時歌迷喜愛，細膩的風格尤其受女性歌迷歡迎。迷你專輯《カレリア》本同時也會發售音樂錄影帶，在宣傳已經如火如荼之際，突然取消發售，直到2021年均沒有發行市面。
1994年3月20日發行單曲〈Blue Rose〉，這時工藤離開了出道以來所有樂曲的提供者後藤次利，開始自己擔任製作人和唱片監製。作詞也由她本人負責，部分作曲也有她製作，並與都志見隆、松本俊明等作曲家合作。 
1994年在代代木競技場等會場舉行全國大型演唱會後，工藤開始減少電視演出，更取消1995、1996年的巡迴演唱會，明顯減少專輯及單曲產量，同時轉向珠寶設計方面發展。直到1997年才再次舉行全日本巡迴演唱會和接拍電視劇，但演藝事業步伐明顯與前期不同，期間只維持作少量演出。
工藤的畫作14次入選了二科会繪畫組，並獲得過一次特選獎。對於特選獎得主的年齡來說，工藤靜香在39歲獲獎是相當罕見的。此外，她也經常參與綜藝節目《隧道二人組》的嘉賓演出，與隧道二人組關係不錯，曾和石橋貴明在1997年以「Little Kiss」名義發行單曲〈A.S.A.P.〉。此單曲銷量高達49萬8千張， 一度登上日本ORICON銷量榜第三名。(此單曲銷售量未計算在工藤靜香的個人銷售量之內) 
1999年「full in love」巡迴演唱會完成後，便完全進入半退休狀態，只偶爾推出單曲和亮相節目，與此同時，油畫畫家的身份屢次獲得肯定。
2000年至2002年，曾隸屬於朋友YOSHIKI所開設的唱片公司「EXTASY RECORDS」。

### 結婚至今
2000年12月與SMAP的木村拓哉結婚，當時懷有身孕四個月。
先後生育長女木村心美（藝名Cocomi，2001年5月出生）和次女木村光希（藝名Kōki,，2003年2月出生）而暫別歌壇。2005年2月16日重出歌壇發行單曲〈Lotus～生まれし花～〉，並重投單飛時的波麗佳音唱片公麾下。
其後除了繼續發表單曲、專輯之外，也發表了自己擔任設計師的首飾品牌「TREASURE IIII」以及繪畫作品。工藤的繪畫師從日本畫家原良次，並從1990年開始就連續十年獲得二科展繪畫部的入選獎。在2006年育兒告一段落後復出，又連續五年獲獎，並在2010年第95屆二科展中以畫作《眼瞳深處》獲得了特選獎，獲得二科會會友資格。
自從與木村拓哉的戀情公開後，其唱片銷售出現顯著下滑，並呈現急劇下降的趨勢。婚後，雖然偶爾發行新歌與專輯，但再未能擠身音樂排行榜前十名。

### 電影
- 黑岩先生（ビッグマグナム黒岩先生）（1985年）
- 未來回憶 最後聖誕（未来の想い出 Last Christmas）（1992年、東寶） 飾演 金江銀子
- 極道之妻 危險賭局（極道の妻たち 危険な賭け）（1996年、東映） 飾演 洲崎香織
  - 主題曲「優」由工藤靜香演唱
- 往北!暴走月亮天使（月之女神）（爆走! ムーンエンジェル 〜北へ〜）[6]（1996年、東映） 飾演 葛西ルナ
  - 主題曲「露娜 月之女神」（ルナ ‐月の女神‐）由工藤靜香演唱

### 電視劇
- 中卒・東大一直線 もう高校はいらない!（1984年2月3日 - 3月30日、TBS） 飾演 學生
- 女ざかり（1984年4月9日 - 7月30日、日本電視台、月曜スター劇場）
- 歪んだ再会（1984年11月13日、日本電視台、火曜サスペンス劇場） 飾演 女子中學生
- 天生一對（おヒマなら来てよネ!）（1987年10月22日 - 12月24日、富士電視台） 飾演 鈴木八重子
- 君の瞳をタイホする!（1988年1月4日 - 3月21日、富士電視台） 飾演 筒井静香
- あぶない少年II（1988年1月6日 - 9月28日、東京電視台） 飾演 工藤静香（初期のみ出演）
- 熱っぽいの!（1988年4月14日 - 7月7日、富士電視台） 飾演 森雪子
- 悲しみがとまらない（1988年7月1日、富士電視台、金曜おもしろバラエティ）
- 時間ですよたびたび（1988年7月11日 - 10月3日、TBS） 飾演 宝田さつき
  - 時間ですよ 新春スペシャル（1989年1月2日）
- 君が嘘をついた（1988年10月24日 - 12月19日、富士電視台） 飾演 丹羽加奈子
- ミスマッチ（1988年12月20日、朝日電視台、火曜スーパーワイド） 飾演 島崎亞子
- 叫んでも、聞こえない（1989年、日本電視台「24時間テレビ〜愛は地球を救う〜」内のドラマ） 飾演 喜屋武惠理
- 世界で一番君が好き!（1990年1月8日 - 3月19日、富士電視台） 飾演 杉本ちひろ
- 世界奇妙物語 冬季特別篇「凌晨3時的敲門聲」（世にも奇妙な物語 冬の特別編「午前3時のノック」）（1991年12月26日、富士電視台） 飾演 戶川美也子
- なんだらまんだら（1991年10月16日 - 12月18日、富士電視台） 飾演 東山しのぶ
- あの日に帰りたい（1993年1月11日 - 3月22日、富士電視台） 飾演 青木一夜子
- 五つの顔の変装刑事! 右京警部補事件ファイルE（1996年、TBS、月曜ドラマスペシャル） 飾演 水原真木子
- ゆずれない夜（1996年10月15日 - 12月17日、富士電視台） 飾演 矢萩多衣
- デッサン（1997年7月2日 - 9月17日、日本電視台、水曜ドラマ） 飾演 青山晶子
- 兄弟（1999年3月10日、朝日電視台、開局40周年記念スペシャル）
- 感應少年EIJI 2 （サイコメトラーEIJI2）（1999年10月16日 - 12月18日、日本電視台） 飾演 志摩亮子（刑事）
  - 感應少年EIJI 2 特別篇（サイコメトラーEIJI2スペシャル）（2000年9月24日）

### 日語配音
- 大力士（Hercules） 聲演女主角及女主角歌曲 Megara（蘇珊·伊根飾）(歌曲沒收錄於任何個人專輯)
- 電影 光之美少女 Max Heart（映画ふたりはプリキュア Max Heart） 聲演 希望之園的女王
- 電影 麵包超人（映画 それいけ!アンパンマン ルビーの願い） 聲演電影女主角 露比
- 大尋寶家（The Monuments Men） 聲演 Claire Simone（姬蒂·白蘭芝飾）
- 丸少爺（おじゃる丸） 聲演 靜香（本人）[7]

## 音樂作品

### 單曲
| #        | 發行日期       | 標題                           | 最高名次 | 總銷量  | 備註 |
| -------- | -------------- | ------------------------------ | -------- | ------- | --- |
| 1        | 1987年8月31日  | 禁断のテレパシー               | 1        | 145,920 | |
| 2        | 1987年12月2日  | Again                          | 3        | 158,730 | |
| 3        | 1988年3月2日   | 抱いてくれたらいいのに         | 3        | 181,550 | |
| 4        | 1988年6月1日   | FU-JI-TSU                      | 1        | 253,210 | |
| 5        | 1988年8月24日  | MUGO・ん…色っぽい              | 1        | 540,570 | 第39回紅白歌合戰出場歌曲 1988年度Oricon最暢銷細碟的第6位 日本唱片大賞 金賞 獲獎                             |
| 6        | 1988年12月28日 | 恋一夜                         | 1        | 607,290 | 第40回紅白歌合戰出場歌曲 1989年度Oricon最暢銷細碟的第6位                                                    |
| 7        | 1989年5月3日   | 嵐の素顔                       | 1        | 524,270 | 第73回紅白歌合戰出場歌曲 1989年度Oricon最暢銷細碟的第8位                                                    |
| 8        | 1989年9月6日   | 黄砂に吹かれて                 | 1        | 586,210 | 第73回紅白歌合戰出場歌曲 1989年度Oricon最暢銷細碟的第9位 日本金唱片大獎 The Best 5 Singles of the Year 獲獎 |
| 9        | 1990年1月10日  | くちびるから媚薬               | 1        | 488,920 | 第41回紅白歌合戰出場歌曲 1990年度Oricon最暢銷細碟的第8位                                                    |
| 10       | 1990年5月9日   | 千流の雫                       | 1        | 295,000 | |
| 11       | 1990年9月21日  | 私について                     | 1        | 264,680 | |
| 12       | 1991年1月23日  | ぼやぼやできない               | 2        | 324,430 | |
| 13       | 1991年5月15日  | Please                         | 1        | 191,290 | |
| 14       | 1991年10月23日 | メタモルフォーゼ               | 2        | 440,110 | 第42回紅白歌合戰出場歌曲 1991年度Oricon最暢銷細碟的第50位                                                   |
| 15       | 1992年1月29日  | めちゃくちゃに泣いてしまいたい | 4        | 281,650 | 第43回紅白歌合戰出場歌曲                                                                                    |
| 16       | 1992年5月21日  | うらはら                       | 5        | 214,410 | |
| 17       | 1992年8月21日  | 声を聴かせて                   | 5        | 326,040 | |
| 18       | 1993年2月3日   | 慟哭                           | 1        | 939,240 | 第44回紅白歌合戰出場歌曲 1993年度Oricon最暢銷細碟的第19位                                                   |
| 19       | 1993年6月2日   | わたしはナイフ                 | 6        | 187,000 | |
| 20       | 1993年10月6日  | あなたしかいないでしょ         | 5        | 204,680 | |
| 21       | 1994年3月18日  | Blue Rose                      | 8        | 305,260 | 第45回紅白歌合戰出場歌曲                                                                                    |
| 22       | 1994年7月21日  | Jaguar Line                    | 8        | 244,000 | |
| 23       | 1994年11月18日 | Ice Rain                       | 8        | 413,880 | |
| 24       | 1995年5月19日  | Moon Water                     | 14       | 172,000 | |
| 25       | 1995年11月20日 | 7                              | 15       | 82,690  | |
| 26       | 1996年3月21日  | 蝶                             | 15       | 73,040  | |
| 27       | 1996年6月5日   | 優                             | 26       | 73,100  | 電影《極道之妻 危險賭局》主題曲                                                                             |
| 28       | 1996年11月7日  | 激情                           | 10       | 423,750 | |
| 企劃     | 1997年2月14日  | A.S.A.P.                       | 3        | 498,000 | 「Little Kiss」名義（工藤靜香和石橋貴明）                                                                   |
| 29       | 1997年5月28日  | Blue Velvet                    | 8        | 266,510 | 動畫《龍珠GT》片尾曲                                                                                        |
| 30       | 1997年11月19日 | カーマスートラの伝説           | 29       | 37,490  | |
| 31       | 1998年2月18日  | 雪・月・花                     | 23       | 89,170  | |
| 32       | 1998年7月17日  | きらら／in the sky             | 6        | 383,560 | 第49回紅白歌合戰出場歌曲                                                                                    |
| 33       | 1998年11月6日  | 一瞬                           | 29       | 26,520  | |
| 34       | 1999年4月7日   | Blue Zone                      | 28       | 19,560  | |
| 35       | 2000年11月8日  | 深紅の花                       | 33       | 22,040  | |
| 36       | 2002年4月24日  | maple                          | 35       | 11,450  | |
| 37       | 2005年2月16日  | Lotus -生まれし花-             | 40       | 7,955   | |
| 38       | 2005年4月27日  | 心のチカラ                     | 60       |         | |
| 39       | 2006年9月6日   | Clavis -鍵-                    | 67       |         | |
| 40       | 2007年5月23日  | 雨夜の月に                     | 44       |         | |
| 41       | 2008年11月5日  | NIGHT WING／雪傘               | 75       |         | |
| 42       | 2012年10月17日 | キミがくれたもの               | 50       |         | 動畫《FAIRY TAIL》片尾曲                                                                                    |
| 線上發佈 | 2021年12月2日  | 島より                         |          |         | 作詞作曲 : 中島美雪 編曲 : 瀨尾一三                                                                         |
| 43       | 2023年8月2日   | 勇者の旗                       | 28       |         | 連續劇《科搜研之女》第23季主題曲                                                                            |
| 線上發佈 | 2023年10月27日 | 香雪蘭〜好きより愛してる〜     |          |         | 與無限開關合作歌曲                                                                                          |
| 線上發佈 | 2024年4月2日   | 丸                             |          |         | 動畫《丸少爺》第27集片尾曲                                                                                  |

### 音樂專輯

#### 原創專輯
| #  | 發行日期      | 標題          | 最高名次 | 備註 |
| -- | ------------- | ------------- | -------- | ---- |
| 1  | 1988年1月21日 | ミステリアス  | 3        |      |
| 2  | 1988年7月21日 | 静香          | 1        |      |
| 3  | 1989年3月15日 | JOY           | 1        |      |
| 4  | 1989年10月4日 | カレリア      | 2        |      |
| 5  | 1990年4月4日  | rosette       | 1        |      |
| 6  | 1991年3月6日  | mind Universe | 1        |      |
| 7  | 1992年3月18日 | Trinity       | 3        |      |
| 8  | 1993年4月1日  | Rise me       | 3        |      |
| 9  | 1994年9月7日  | Expose        | 5        |      |
| 10 | 1995年8月2日  | Purple        | 7        |      |
| 11 | 1996年5月17日 | doing         | 16       |      |
| 12 | 1997年3月19日 | DRESS         | 18       |      |
| 13 | 1998年4月29日 | I'm not       | 19       |      |
| 14 | 1999年6月2日  | Full of Love  | 38       |      |
| 15 | 2002年7月3日  | Jewelry Box   | 60       |      |
| 16 | 2005年6月1日  | 月影          | 86       |      |
| 17 | 2017年8月30日 | 凛            | 21       |      |
| 18 | 2024年7月3日  | 明鏡止水      | 17       |      |

#### 翻唱專輯
| # | 發行日期       | 標題                                        | 最高名次 | 備註                 |
| - | -------------- | ------------------------------------------- | -------- | -------------------- |
| 1 | 2002年10月30日 | 昭和の階段 Vol.1                            | 66       |                      |
| 2 | 2008年8月20日  | My Precious -Shizuka sings songs of Miyuki- | 20       | 中島美雪歌曲翻唱專輯 |
| 3 | 2019年6月12日  | Deep Breath                                 |          | 西洋樂翻唱專輯       |
| 4 | 2021年3月10日  | 藍色火焰                                    | 23       | 中島美雪歌曲翻唱專輯 |
| 5 | 2022年7月20日  | 感受                                        | 22       | 個人歌曲翻唱專輯     |

#### 致敬專輯
| # | 發行日期       | 標題                 | 最高名次 | 備註 |
| - | -------------- | -------------------- | -------- | ---- |
| 1 | 2017年12月20日 | Shizuka Kudo Tribute |          |      |

#### 精選專輯
| #  | 發行日期       | 標題                                                 | 最高名次 | 備註 |
| -- | -------------- | ---------------------------------------------------- | -------- | ---- |
| 1  | 1988年11月30日 | gradation                                            | 2        |      |
| 2  | 1989年12月6日  | HARVEST                                              | 2        |      |
| 3  | 1990年11月14日 | unlimited                                            | 2        |      |
| 4  | 1991年12月11日 | intimate                                             | 4        |      |
| 5  | 1992年11月20日 | Best of Ballade "Empathy"                            | 6        |      |
| 6  | 1993年11月19日 | Super Best                                           | 6        |      |
| 7  | 1996年12月16日 | She Best of Best                                     | 8        |      |
| 8  | 1998年11月18日 | Best of Ballade カレント                             | 9        |      |
| 9  | 2000年3月15日  | Millennium Best                                      | 25       |      |
| 10 | 2007年8月31日  | Shizuka Kudo 20th Anniversary the Best               | 25       |      |
| 11 | 2008年3月5日   | 20th Anniversary B-side collection                   | 96       |      |
| 12 | 2015年2月18日  | MY TREASURE BEST ー中島みゆき×後藤次利コレクションー | 19       |      |
| 13 | 2016年3月9日   | My Heartful Best ～松井五郎コレクション～            | 21       |      |

#### 非公認作品
以下專輯未獲工藤認證。
| # | 發行日期       | 標題                                | 最高名次 | 備註 |
| - | -------------- | ----------------------------------- | -------- | ---- |
| 1 | 2000年9月20日  | EURO工藤静香                        | 72       |      |
| 2 | 2001年12月5日  | MYこれ！クション 工藤静香BEST       |          |      |
| 3 | 2002年10月30日 | My Favorite Songs 〜Original Best〜 |          |      |
| 4 | 2010年5月19日  | Myこれ!Lite 工藤静香                |          |      |
| 5 | 2014年3月27日  | 工藤静香 ベストヒット15             |          |      |

### 歌詞提供
- 平家充代（1998年）

## 演唱會
- 因演唱會巡迴演出，日期只顯示其中之一
- 1988年7月28日 (20場)：工藤静香 静香はじめの一歩
- 1989年3月18日 (30場)：静香のコンサート'89春スペシャル
- 1989年11月5日 (13場)：静香のコンサート'89秋スペシャル

89年全日本巡迴演唱會共達: 43場
- 1990年4月20日 (23場)：静香のコンサート'90春
- 1991年3月21日 (40場)：静香のコンサート'91
- 1992年3月29日 (25場)：静香のコンサート'92 "声を聴かせて"
- 1993年6月18日(30場)：静香のコンサート'93 Rise me

-- 1993年首度在海外舉行世界巡迴演唱會
- 1994年11月5日 ：工藤静香 '94 Expose Concert tour 1994(大阪城ホール) 西日本大阪最大會場，容納人数12000人
- 1994年11月18日：工藤静香 '94 Expose Concert tour 1994(名古屋市総合体育館)名古屋大型會場，容納人数10000人
- 1994年11月18日：工藤静香 '94 Expose Concert tour 1994(国立代々木屋内総合競技場第一体育館)東京奧運舉行會場，容納人数13,291人

-- 1994年工藤踏上萬人大型會場舉行個人全日本巡唱
- 1996年8月25日 (2場)：工藤静香 第一回FANSCLUB LIVE (只給FANSCLUB 實名會員)
- 1997年7月18日 (10場)：工藤静香 1997 DRESS CONCERT TOUR
- 1998年6月24日 (9場)：工藤静香 I'm not Concert Tour 1998
- 1999年6月11日 (15場)：工藤静香 Full of Love Concert Tour 1999
- 2007年8月31日：工藤静香SHIBUYA-AX (07.8.31) LIVE DIGEST
- 2012年11月4日：工藤静香ソロデビュー25周年記念ライブ
- 2017年9月16日：工藤静香 30th Anniversary Live 凛
- 2018年7月16日 (10場)：工藤静香 Acoustic Live Tour 2018　POP IN 私とピアノ......そしてあなた
- 2019年6月13日 (11場)：工藤静香 Acoustic Live Tour 2018　POP IN 私とピアノ...... DEEP BREATH

## 個人寫真集
- 1987年 12月23日 扶桑社より「LADY PHANTOM」發售
- 1989年 3月10日 ワニBOOKSより「SHE」發售
- 1990年 3月10日 ワニBOOKSより「ALWAYS」發售
- 1992年 本應推出泰國拍攝的寫真集 但在發售前取消發賣

## 好友
- 隧道二人组（1980年開始活動的日本搞笑組合，由石橋貴明和木梨憲武兩人組成）
- 秋元康（日本著名作詞人、唱片企劃、幕後工作者）
- 柴崎幸（日本著名電影、電視、演唱三棲的全方位女星）
- 後藤次利（日本著名作曲人、音樂家）
- 後藤久美子（日本國民美少女出道，目前旅居法國）
- 木村亚希（职棒读卖巨人队成員清原和博的夫人）
- 中島美雪（日本代表性的一位創作性女歌手、作詞、作曲家）
- 中島美嘉（日本2000年代的日本代表歌姬之一）
- 中田英寿（足球員，唯一一名入選FIFA 100名單的日本球員）
- 相川七瀨（1995年出道的日本搖滾女歌手）
- 森高千里（日本女性創作歌手，演員江口洋介的妻子）
- 飯島直子（日本著名藝人、演員，曾獲得日劇學院賞最佳女配角獎）
- CHIHARU（日本知名電子音樂樂團TRF成員、舞蹈家、舞蹈老師）
- ETSU （日本知名電子音樂樂團TRF成員）

## 其他
- 銀飾品牌「TREASURE IIII」是由她設計的個人品牌。
- 曾在個人Instagram上表示，最喜歡的糕點是台北犁記的鳳梨酥，並稱其為自己吃過最好吃的鳳梨酥。

## 翻唱工藤靜香作品集
- 片瀬那奈（「禁断のテレパシー」）
- 千秋（「抱いてくれたらいいのに」）
- 森久保祥太郎（「抱いてくれたらいいのに」）
- 中森明菜（「MUGO・ん…色っぽい」）
- 近藤真彥（「MUGO・ん…色っぽい」）
- 田原俊彥（「MUGO・ん…色っぽい」）
- 上坂すみれ（「MUGO・ん…色っぽい」）
- 北村ひとみ（「MUGO・ん…色っぽい」）
- 水樹奈奈（「MUGO・ん…色っぽい」）
- 皆口裕子（「MUGO・ん…色っぽい」）
- 姉ヶ崎寧々（「MUGO・ん…色っぽい」）
- 下野紘（「MUGO・ん…色っぽい」）
- 後藤真希（「恋一夜」）
- Acid Black Cherry（「恋一夜」）
- ジャネット・ケイ（「嵐の素顔」）
- 三原じゅん子（「嵐の素顔」「くちびるから媚薬」「MUGO・ん…色っぽい」）
- 鈴村健一（「嵐の素顔」）
- 北出菜奈（「嵐の素顔」）
- クリス・ダヤンティ（「黄砂に吹かれて」）
- 秋本祐希（「黄砂に吹かれて」）
- 梅原裕一郎（「黄砂に吹かれて」）
- 華原朋美（「千流の雫」）
- 柴咲幸（「めちゃくちゃに泣いてしまいたい」）
- 谷山紀章 （「めちゃくちゃに泣いてしまいたい」）
- 加藤ミリヤ（「慟哭」）
- class (音楽グループ)（「慟哭」）
- Ms.OOJA（「慟哭」）
- 井上昌己（「慟哭」）
- 陳慧嫻（「Jaguar Line」）香港では「不清晰的戀愛」というタイトル
- 葉玉卿（「慟哭」）喜歡你
- 鄭瑞芬（「恋模様」）戀模樣
- 唐韋琪（「禁断のテレパシー」）今晚不設防
- 安室奈美恵（「Jaguar Line」）
- 安室奈美恵（「激情」）
- 関智一（「激情」）
- 倖田來未（「Blue Velvet」）
- 梶裕貴（「Blue Velvet」）
- 劉小慧（「Blue Rose」）愛似風消逝
- 黎明（「Please」）夢中相擁

## 外部連結
- ポニーキャニオン内公式サイト
- https://www.facebook.com/groups/513928385299485/
- 工藤静香リリース情報｜ポニーキャニオン
- 工藤静香 Official mobile fan club （页面存档备份，存于）
- 工藤靜香的X（前Twitter）
- 工藤靜香的Instagram帳戶
- YouTube上的工藤靜香頻道